# Диброва, Владимир Георгиевич
 Владимир Георгиевич Диброва  (укр. Володимир Георгійович Діброва, 11 августа 1951, Сталино) — украинский писатель и переводчик, эссеист.

## Биография
Родился 11 августа 1951, в городе Сталино. Отец — Георгий Савич Диброва, мать Нонна Дмитриевна.
Учился в Киевском университете имени Тараса Шевченко, на факультете романо-германской филологии, отдел переводчиков (1968—1973). В 1985—1988 — аспирант Института литературы им. Т. Шевченко АНУ. Тема кандидатской диссертации: «Творчество Фланна О’Брайена и традиции народной культуры» (защищена в 1988).
Яркий представитель «андеграундной альтернативы» 1970—1980-х годов, что создавалась параллельно советскому официозу — в самиздате. Дебютировав в конце «перестройки» двумя книгами в открытой печати («Тексты с названиями и без названий», 1990; «Песни Битлз», 1991), он сразу стал одним из самых популярных украинских прозаиков, переведенным в Германии, Польши, Венгрии, Шотландии, США, Канаде. 1996 года в престижном американском издательстве «North Western University Press» (где печатались произведения Кундеры, Милоша, Бродского и других выдающихся восточноевропейские писателей) появился однотомник его выбранной прозы «Peltse and Pentameron». На Украине тем временем его произведения печатались в периодике — широчайший резонанс получили романы «Пентамерон» (« Современность», 1-2, 1994), «Бурдык» («Березиль», 1-2, 1997), повесть «День рождения» («Курьер Кривбасса», 10, 1997), пьесы «Краткий курс» и «Двадцать такой-то съезд нашей партии (стенографический отчет-опера)».
За перевод романа Сэмюэла Беккета «Уот» (Журнал «Всесвіт», 9-12, 1990) Владимир Диброва награждён премией им. Николая Лукаша.
C 1994 года писатель живёт и работает в США, преподает в Украинском научном институте Гарвардского университета.

## Произведения
- «Тексты с названиями и без названий» (Киев, «Молодь», 1990)
- «Песни Битлз» (Киев, «Альтернатива», 1991)
- «сборища» (Киев, «Критика» , 1999)
- «Вибгане» (Киев, «Критика», 2002)
- «Вокруг стола» (Киев, «Факт», 2005)
- «Андреевский спуск» (Киев, «Факт», 2007), второе издание:2008

## Награды
- 1991 — лауреат премии им. М. Лукаша (за перевод романа С. Беккета «Уот»)
- 1996 — премия им. А. Щербань-Лапики (за пьесу «Краткий курс»)
- 2007 — премия конкурса «Книга года Би-Би-Си 2007» за роман «Андреевский спуск»